# شمعية سميكة الجذور
شمعية سميكة الجذور (الاسم العلمي:Cereus pachyrrhizus) هي نوع من النباتات يتبع جنس الشمعية من الفصيلة الصبارية.